# Gerardo Machado
Gerardo Machado y Morales (ur. 28 września 1871, zm. 29 marca 1939) – kubański polityk, bohater wojny o niepodległość z Hiszpanią, później dyktator i prezydent Kuby.

## Życiorys
Urodził się w 1871 roku w Santa Clara. Otrzymał wykształcenie domowe, a następnie poświęcił się pracy w przemyśle tytoniowym. W 1895 roku, po wybuchu powstania przeciwko rządom hiszpańskim, Machado przyłączył się do sił powstańczych. Wziął aktywny udział w walkach przeciwko wojskom hiszpańskim, szybko awansując do stopnia generała brygady. Po zakończeniu wojny powrócił do działalności gospodarczej, został również wybrany burmistrzem Santa Cruz. W 1909 roku otrzymał od prezydenta José Miguela Gómeza nominację na stanowisko inspektora sił zbrojnych, a następnie ministra spraw wewnętrznych. Wkrótce wycofał się z działalności publicznej i zajął się interesami. Nawiązał bliskie stosunki gospodarcze z amerykańskimi przedsiębiorcami, którzy skłonili go do powrotu na scenę polityczną. W 1920 roku stanął na czele Partii Liberalnej i w 1924 roku wygrał prezydenckie wybory pod hasłem „droga, wolność, szkoły”. 
Po objęciu urzędu prezydenta Machado natychmiast przystąpił do realizacji planu modernizacji Kuby. Rozwinął produkcję cukru i intensywnie przebudowywał infrastrukturę kraju. W czasie jego rządów zmodernizowano i rozbudowano sieć dróg, wzniesiono nową siedzibę parlamentu, rozbudowano Uniwersytet Hawański i rozwinięto opiekę zdrowotną. W 1927 roku wprowadzono osłony celne w celu przyśpieszenia rozwoju kubańskiego przemysłu. W 1928 roku Machado doprowadził do uchwalenia poprawki do konstytucji, przedłużającej jego kadencję z czterech do pięciu lat. Następnie, wbrew złożonej obietnicy, ponownie stanął do wyborów. Stosowana na szeroką skalę praktyka korumpowania działaczy opozycji zapewniła mu ponowny wybór na stanowisko prezydenta. 
Wielki kryzys gospodarczy z 1929 roku poważnie ograniczył napływ inwestycji gospodarczych na Kubę. W kraju narastał sprzeciw wobec rządów Machado. W 1931 roku konspiracyjne Stowarzyszenie ABC, kierowane przez byłego prezydenta Mario García Menocala podjęło próbę zbrojnego powstania i obalenia rządów Machado. Rządowemu wojsku udało się jednak stłumić rebelię. Stowarzyszenie ABC nie zrezygnowało jednak z dalszej walki z rządem Machado. W tej sytuacji prezydent Stanów Zjednoczonych, Franklin Delano Roosevelt, postanowił interweniować na Kubie. Jego specjalny wysłannik Sumner Welles rozpoczął negocjacje z przedstawicielami rządu i opozycji, jednak nie udało mu się doprowadzić do porozumienia. W kraju narastało napięcie i wkrótce ogłoszono strajk generalny. Prezydenta opuściła także armia. Ostatecznie Machado skapitulował i 12 sierpnia 1933 roku został zmuszony do opuszczenia Kuby. Zmarł na wygnaniu w Miami Beach na Florydzie w 1939 roku.